# 전향진
전향진(全享珍, 1980년 10월 7일 ~ )은 대한민국의 트로트 가수이며 유튜버이다. 2021년 EP <관심 좀 가져줘요>로 데뷔했다.

## 학력
- 청진예술대학(졸업)

## 방송
- 전국노래자랑 (2019) - 용인시 처인구 편 최우수상
- 내일은 미스트롯 2 (2020) - Top49(36위)

## 음반
- 내일은 미스트롯2 예선전 베스트 PART3 (2021)
- 관심 좀 가져줘요 (2021)
- 내일은 미스트롯2 스페셜 반주 MR1 (2021)
- 용서 (2022)

## 작사
- 전향진 <그래도 당신 최고야> (2022)
- 전향진 <용서하세요> (2022)